# Santa Maria della Provvidenza (Lecce)
A Santa Maria della Provvidenza a leccei Alcántara-rendi apácák egykori temploma. A templomhoz tartozó kolostor már nem létezik.

## Története
Az 1700-as években épült Giuseppe Cino tervei szerint. Építését 1724-ben rendelte el Giuseppe Angrisani, Torchiarolo bárója.

## Leírása
Egyike a város legkevésbé díszített barokk templomainak. A háromemeletes főhomlokzatot pilaszterek tagolják, amelyek közé falfülkék ékelődnek szenteket ábrázoló szobrokkal. A központi elhelyezkedésű bejárat felett az első emeleten egy ablak található, a harmadikon pedig egy dísztábla. A homlokzatot díszítő szobrok Rafael arkangyalt, Páduai Szent Antalt, Assisi Szent Ferencet és Mihály arkangyalt ábrázolják. A pilaszterek oszlopfőit virágmotívumos faragványok díszítik. A bejárat feletti timpanon íves kialakítású. Az első szinten a központi ablakot Baylon Szent Paszkál és Alcantarai Szent Péter szobrai fogják közre. Az emelet oldalát voluták zárják le.
Az egyhajós templombelsőhöz három oldalkápolna csatlakozik. A templom belsejét stukkózás díszíti. Figyelemreméltó a 19. századi polikróm mázas téglákkal kirakott padló. A főoltár, amely a pásztorok imádását ábrázolja, Diego Bianchi műve. A két oldalsó pedig Mauro Manieri műve.